# Liste der Monuments historiques in Villefranche-sur-Mer
Die Liste der Monuments historiques in Villefranche-sur-Mer führt die Monuments historiques in der französischen Gemeinde Villefranche-sur-Mer auf.

## Liste der Bauwerke
| Bezeichnung                          | Beschreibung | Standort                             | Kennzeichnung | Schutzstatus | Datum | Bild           |
| ------------------------------------ | ------------ | ------------------------------------ | ------------- | ------------ | ----- | -------------- |
| Zitadelle Saint-Elme                 |              | (Lage)                               | PA00080920    | Classé       | 1968  | weitere Bilder |
| Kirche St-Michel                     |              | (Lage)                               | PA00080921    | Classé       | 1990  | weitere Bilder |
| Kapelle St-Pierre                    |              | Quai Courbet (Lage)                  | PA00135615    | Classé       | 1996  | weitere Bilder |
| Rue Obscure                          |              | (Lage)                               | PA00080922    | Inscrit      | 1932  | weitere Bilder |
| Bastionnet                           |              | La Gardiola (Lage)                   | PA00080923    | Inscrit      | 1959  | weitere Bilder |
| Torre Vecchia und Befestigungsanlage |              | 28, avenue Georges-Clemenceau (Lage) | PA00080924    | Inscrit      | 1977  | weitere Bilder |
| Port de la Darse                     |              | (Lage)                               | PA00080960    | Inscrit      | 1991  | weitere Bilder |

## Liste der Objekte

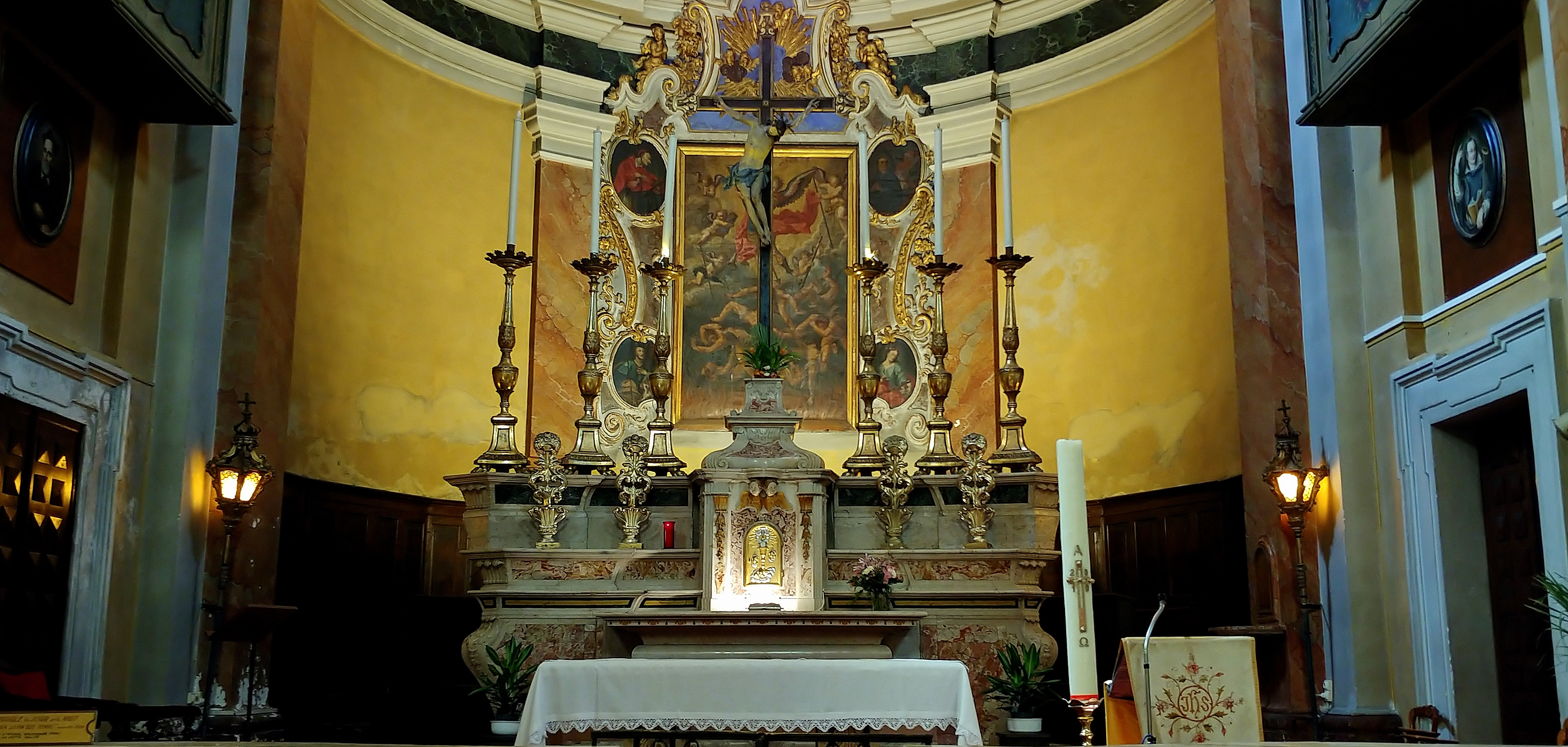
Hauptaltar in der Kirche St-Michel

- Monuments historiques (Objekte) in Villefranche-sur-Mer in der Base Palissy des französischen Kultusministeriums